# Yvonne Haddad
Yvonne Yazbeck Haddad (* 23. März 1935 in Alexandretta, Syrien) ist eine US-amerikanische Hochschullehrerin syrischer Herkunft, die sich mit der Geschichte des Islams und christlich-muslimischer Verständigung beschäftigt.

## Leben und Werk
Sie ist Professorin für History of Islam and Christian–Muslim Relations am Prince Alwaleed bin Talal Center for Muslim-Christian Understanding (“Prinz-al-Walid-bin-Talal-Zentrum für muslimisch-christliche Verständigung”; Abk. ACMCU) der von  Jesuiten geleiteten Georgetown University in Washington, D.C. Ihre Interessen und Arbeitsschwerpunkte umfassen den zeitgenössischen Islam, intellektuelle, soziale und politische Geschichte in der arabischen Welt, Islam in Nordamerika und im Westen, Koranexegese und Gender und Islam. Zuvor lehrte sie Islamische Geschichte an der University of Massachusetts Amherst. Sie war Präsidentin der Middle East Studies Association.
An Abschlüssen hat sie einen B.A. vom Beirut College for Women, MRE von der Boston University, M.A. von der University of Wisconsin, Madison, und Ph.D. vom Hartford Seminary.
Yvonne Haddad beschreibt sich als Presbyterianerin, sie emigrierte 1963 in die USA.
Sie ist Verfasserin und Herausgeberin zahlreicher Bücher zum Islam in Nordamerika, insbesondere zum Islam in den Vereinigten Staaten, darunter Contemporary Islam and the Challenge of History; Co-Autorin (mit Jane Idleman Smith) von Mission to America, und Co-Autorin von Women, Religion, and Social Change, Herausgeberin von Muslim Communities in North America, The Muslims of America und vieler anderer.
Zusammen mit John Esposito und anderen Professoren der Georgetown University fand sie Aufnahme in dem Buch The Professors: The 101 Most Dangerous Academics in America, einem zuerst 2006 erschienenen Buch von David Horowitz.

## Publikationen (Auswahl)
- (Hrsg.): The Muslims of America, Oxford University Press US, 1993 (Online-Teilansicht)
- (Hrsg. mit Jane I. Smith): Muslim Communities in North America. 1994 (Inhaltsübersicht; Online-Teilansicht)
- The Oxford handbook of American Islam.  Oxford [u. a.] : Oxford Univ. Press, 2014
- Becoming American? The forging of Arab and Muslim identity in pluralist America.  Waco, Tex. : Baylor Univ. Press, 2011
- (Hrsg. mit Farid Senzai, Jane I. Smith): Educating the Muslims of America. New York : Oxford University Press, 2009 (Online-Teilansicht)
- Muslim women in America : the challenge of Islamic identity today. New York : Oxford University Press, 2006
- Not quite American? : the shaping of Arab and Muslim identity in the United States. Waco, Tex. : Baylor Univ. Press, c 2004
- Islamic law and the challenges of modernity. Walnut Creek [u. a.] : Altamira Press, a division of Rowman & Littlefield Publ., 2004
- Religion and immigration : Christian, Jewish, and Muslim experiences in the United States. Walnut Creek, Calif. [u. a.] : AltaMira Press, c2003
- Muslims in the West : from sojourners to citizens. New York : Oxford University Press, 2002
- (mit Jane I. Smith) The Islamic understanding of death and resurrection. Oxford : Oxford University Press, 2002
- Muslims on the americanization path? Atlanta, Ga : Scholars Press, 1998
- Islam, gender, & social change. New York [u. a.] : Oxford Univ. Press, 1998
- Muslim communities in North America. Albany, N.Y : State University of New York Press, c1994
- Mission to America : five Islamic sectarian communities in North America. Gainesville [u. a.] : University Press of Florida, c 1993
- The Muslims of America. New York : Oxford University Press, 1991
- Islamic values in the United States : a comparative study. New York [u. a.] : Oxford Univ. Press, 1987
- Contemporary Islam and the Challenge of History. Albany, NY : State Univ. of New York Press, 1982